# ロイック・ガルニエ
ロイック・ガルニエ（Loïc Garnier、1977年5月24日- )は、日本で活動しているフランス人タレント、俳優。
フリー・ウエイブ所属。

## 人物
フランス、パリ市生まれ。８歳から トランペットを始め、中学、高校で演劇部に所属。
その後はフランスの劇団を経て、パリ・コンセルヴァトワールの演劇科で演技を学ぶ。
来日後は、長身を活かしてモデルとして活動しながら、その演技力を活かしてドラマや映画にも出演。
演技力と楽器のスキルを活かし、2023年1月期の水曜ドラマ「リバーサルオーケストラ」では、首席トランペット奏者のヨーゼフを演じた。

## 出演

### 映画
- のだめカンタービレ 最終楽章 前編（2009年） - 大太鼓 役[2]
- のだめカンタービレ 最終楽章 後編（2009年） - 大太鼓 役[2]
- 誰かが私にキスをした（2010年）[2]
- MOON★DREAM（2013年） - アラン役[2]
- うつくしいひと サバ? （2017年）[2]

### テレビドラマ
- SOIL（2010年3月6日 - 4月24日、WOWOW）[2]
- 女信長（2013年4月5日・6日、フジテレビ） - バテレン宣教師 役[2]
- FLASHBACK（2014年、フジテレビ）[2]
- 天皇の料理番（2015年6月7日 第7話、TBS） - アルベル 役[2]
- リバーサルオーケストラ（2023年1月11日 - 3月15日、日本テレビ） - ヨーゼフ 役[4]
- ミス・ターゲット 第2話（2024年4月28日、朝日放送・テレビ朝日） - パティシエ 役

### テレビ番組
- しごとの基礎英語 (2014年 NHK Eテレ）[2]

### 舞台
- 『白痴、最終の夜』（2001年、Le Point du Jour）[2]
- 『真昼に分かつ』（2002年、Le Point du Jour）[2]
- 『ガーターを紛失した女性』（2003年、Le Point du Jour）[2]
- 『Le Marquis Ridicule』（2005年、Des Cintres et des Anges）[2]
- 「Aleph」(現代舞踊劇)（2005年、パリ市立ミカダンス Nuda Veritas)[2]
- 『Second Lesson〜タカイズミプロジェクト』（2009年、青山円形劇場）[2]